# Добри Чинтулов
 Тази статия е за българския поет.  За смесения хор вижте Добри Чинтулов (хор).  
Добри Петров Чинтулов е български поет, композитор и педагог.

## Биография
Добри Чинтулов е роден през 1822 година в град Сливен в семейството на занаятчията Петър Миндов Чинтула. Първите си шестнадесет години прекарва в родния си град, посещавайки гръцко училище. Баща му е бил много беден, така че през 1838 година Чинтулов сам заминава за Търново, където учи около шест месеца, като в същото време и слугува. Оттам той заминава за Букурещ, където учи (отново на гръцки) при учителите братя Христиди (гърчеещи се българи). Когато разбира от Захари Княжески, минаващ през града на път за Одеса, че руското правителство е отпуснало няколко стипендии за българи, той тръгва натам. В Браила богатият му съгражданин Димитър Диамандиев му помага със средства и препоръка и през 1839 година той пристига в Одеса.
Учи в Одеското околийско училище, поддържан от тамошните богати българи. Завършва го през лятото на 1843 година. Получава една от четирите стипендии, отпуснати от императора за обучение на българчета в семинарията, и през септември 1843 година постъпва в Одеската Херсонска духовна семинария. Завършва я през юли 1849 година и следващата година се завръща в България.
От 1850 до 1858 година учителства в Сливен. Едновременно с това участва в борбата за църковна независимост и новобългарска просвета. Основава и читалище в родния си град. Пише и разпространява патриотично-революционни стихове. Някои от тях добиват голяма популярност, което предизвиква ненавистта на туркофилските и гъркоманските среди, които даже извършват покушение над него. Всичко това принуждава Чинтулов да се премести да учителства в Ямбол като главен учител до 1861 година. През 1861 г. Сливенската община повиква Чинтулов пак в Сливен, където той отново става главен учител и учителства непрекъснато до 1871 година, като през тази година е избран за делегат от Сливенска епархия на Първия български църковно-народен събор в Цариград при изработването на екзархийски устав. След завръщането си от Цариград, Чинтулов учителства още около 3 години, като сам напуска поради проблеми със зрението.
Макар и полусляп и болен, той е един от хората, които посрещат руските войски при идването им в Сливен на 5 / 17 януари 1878 г., където изнася пламенна реч на руски.
Неговият брат Захарий Чинтулов е дългогодишен български учител в македонския град Ресен.

## Творчество
Поетическото наследство на Чинтулов не е голямо – доказано е авторството му на около 20 стихотворения, сред които Къде си, вярна ти любов народна?, Стани, стани, юнак балкански, Вятър ечи, Балкан стене. Приживе е публикувал само три свои стихотворения – в „Цариградски вестник“ през 1849 година: „Стара майка се прощава със сина си“, „Китка от Балкана“, „Изпроводяк на едного българина из Одеса“.
Останалите са достигнали до нас чрез ръкописни преписи, често променяни и включвани в песнопойки от други хора, без съвременниците му да знаят кой е оригиналният им автор. Въздействието на тези песни било огромно за революционизирането на българската младеж и за общия патриотичен и борчески подем на народа.
Чинтулов е участвал в първия български литературен кръг, чиито други представители са Найден Геров, Иван Богоров, Димитър Мутев, Елена Мутева, Ботьо Петков.
Автор е бил и на учебници по реторика, литература, руски език, френски език, математика и нотно пеене, които никога не са обнародвани и също широко са се разпространявали сред съвременниците му, но само във вид на преписи от учители и ученици.

## Памет
На Добри Чинтулов е наречена улица в квартал „Надежда II“ в София (Карта).
Улица, наречена на Добри Чинтулов, има и в село Устина, Пловдивско.